# A Terceira Potência
A Terceira Potência é o primeiro ciclo da série Perry Rhodan, coleção de livros de ficção científica de origem Alemã. No Brasil foram publicados pelas editoras O Cruzeiro (dois dos primeiros livros traduzidos do francês e encadernados num só volume da coleção Galáxia 2000 como Operação Astral) e Editora Tecnoprint (atual Ediouro).

## Enredo
Nesta sequência de livros escritos a partir de 1961 na Alemanha, onde se tornou um periódico semanal (novela), os membros da U.S. Air Force, entre eles: Perry Rhodan, o capitão Reginald Bell, o tenente Dr. Eric Manoli e o capitão Clark G. Fletcher, iniciam uma viagem com destino à Lua. Eles descobrem uma nave de Arconida, comandada pela bela e feroz comandante Thora de Zoltral.
A bordo, o cientista Crest de Zoltral sofria de uma doença parecida com a leucemia. Perry Rhodan decide dar-lhe assistência e voa de volta com ele para a Terra. Entretanto, eles não aterrissam no local previsto, Nevada Fields, mas sim no meio do Deserto de Gobi, na China. Para que a tecnologia superior dos Arcônidas não caia nas mãos de uma das potências da Terra, Perry Rhodan cria a Terceira Potência. Para defender a Terra de perigos extraterrestres como os Fantans e os Deformadores Individuais, ele cria o Exército de mutantes. Sob a pressão desses ataques ele consegue unir a Humanidade e surge o poder econômico da General Cosmic Company sob as mãos hábeis de Homer G. Adams.
Após o encontro com os Ferrônios no sistema Vega e o combate com os Tópsidas, Perry Rhodan resolve o mistério galáctico e consegue a imortalidade relativa no planeta Peregrino, concedida por Aquilo, o Imortal. Durante a aventura ele conhece Gucky, um rato-castor inteligente, com poderes mutantes, que se torna seu companheiro. Nessa aventura ele perde quatro anos e meio. Quando volta ao Sistema Solar, ele toma consciência da ameaça do Supercrânio.
Após ultrapassar mais este problema, ele se empenha em proteger a Terra da descoberta dos Saltadores.
Ele encontra o grande computador de Vénus. Após defender a Terra ele avança para Árcon, mundo natal de Crest e Thora, apenas para descobrir que o Computador Regente havia assumido o poder no Grande Império com impiedosa lógica de sua programação.
Para se proteger dos Aras (médicos galácticos) e outros perigos, o Regente faz um pacto com Rhodan. O perigo de descobrir a posição galáctica da Terra aumenta. Assim surge o grande embuste, com ajuda inconsciente dos Tópsidas, que leva à pseudo-destruição da Terra.

## Crítica
Vivenciando o conflito entre as superpotências, que levariam o mundo a uma possível erradicação da espécie humana, os escritores alemães criaram um futuro otimista para a humanidade. Sendo o último baluarte do ocidente diante do avanço do comunismo da extinta URSS, a Alemanha foi o local onde as tropas da OTAN e os americanos colocaram suas linhas de defesa com bombas nucleares da corrida armamentista, amparada pelo paternalismo do Plano Marshall, a Alemanha tinha diante de si um futuro sombrio. Para debelar estas expectativas e propor um futuro melhor, os escritores da série, com pseudônimos americanos, (ver: Clark Darlton) denunciaram a situação caótica ao mesmo tempo que saíram atrás do sonho de uma humanidade unida.
Desenvolvida na década de 60, que presenciava a era da corrida espacial com destino à Lua, e que contava com um grande público na Alemanha interessado em ficção científica, a série iniciou com um romance composto de três volumes. Neles desenvolveu-se a possibilidade de contato com outras espécies mais evoluídas do que a Humanidade e, através deste conhecimento técnico, um idealista, "Perry Rhodan", após um treinamento hipnótico que faria destacarem-se suas potencialidades como líder de governo, funda um novo estado, a Terceira Potência. O local escolhido para este Governo é a Mongólia, que estava localizada exatamente entre a China e a URSS, sendo, portanto, um país que se via na mesma situação que a Alemanha, que teve suas fronteiras invadidas pelas duas grandes potências com a intenção de destruir um mal maior, "A Terceira Potência". A partir do sucesso inicial, a série começou a desenvolver o tema de que os alienígenas eram cada vez mais parecidos com os próprios habitantes do planeta Terra. Muitos dos conceitos levantados em A Fundação, de Isaac Asimov, foram usados na série, criando uma pseudo-história do futuro da humanidade.
As histórias também tecem teorias sobre os mutantes, a era da informática, a inteligência artificial, a decadência social, as viagens espaciais e todos os temas atuais apresentados por autores como Isaac Asimov, Ray Bradbury, Ursula K. Le Guin, Harlan Ellison, Robert A. Heinlein, etc.
Estes autores eram publicados na Alemanha na revista Utopia.

## A Terceira Potência
| Nr. Autor        | Título Resumo | Personagens Principais | Tradutor No Brasil                 |
| ---------------- | --- | --- | ---------------------------------- |
| 1 K. H. Scheer   | Missão Stardust Eles vêm das profundezas da Galáxia - para um encontro memorável                                                                               | Perry Rhodan, Reginald Bull, Clark G. Flipper, Dr. Eric Manoli, General Lesly Pounder, Allan D. Mercant, Crest da Zoltral, Thora, Dr. Fleeps, Professor Lehman                                                                        | 1966 - 1975 Richard Paul Neto      |
| 2 Clark Darlton  | A Terceira Potência A primeira expedição à Lua retorna com o conhecimento para deter a corrida nuclear armamentista                                            | Perry Rhodan, Reginald Bull, Clark G. Flipper, Dr. Eric Manoli, General Lesly Pounder, Allan D. Mercant, Crest da Zoltral, Professor Lehman, Major Perkins, Marschall Roon, Dr. Frank M. Haggard, Klein, Li Tschai-Tung, Peter Kosnow | 1966 -1975 Richard Paul Neto       |
| 3 K. H. Scheer   | A abóbada Energética O domo de energia desafia o mais duro bombardeio - mas os militares não desistem                                                          | Perry Rhodan, Reginald Bull, Dr. Eric Manoli, Dr. Frank M. Haggard, Crest da Zoltral, Thora, Klein, Li Tschai-Tung, Peter Kosnow, Allan D. Mercant                                                                                    | 1975 Richard Paul Neto             |
| 4 Clark Darlton  | O crepúsculo dos deuses Os mutantes mudam a concepção do mundo, o futuro começa.                                                                               | Perry Rhodan, Reginald Bull, Dr. Eric Manoli, Dr. Frank M. Haggard, Crest da Zoltral, Thora, Albrecht Klein, Li Tschai-Tung, Peter Kosnow, Allan D. Mercant, Iwan Martinowitsch Kosselow, Mao-Tsen, Tako Kakuta                       | 1975 Richard Paul Neto             |
| 5 Kurt Mahr      | Alarma Galático Uma estranha nave chega ao sistema solar. Seria o arauto de uma grande frota?                                                                  | Perry Rhodan, Reginald Bull, Tako Kakuta, Crest da Zoltral, Thora, Jesse Morgan, Captain Zimerman, Allan D. Mercant | 1976 Richard Paul Neto             |
| 6 W. W. Shols    | O exército de Mutantes Ele parece insignificante - e com nervos de aço, ele cria o caos no mundo dos negócios.                                                 | Perry Rhodan, Reginald Bull, Tako Kakuta, Homer G. Adams, Allan D. Mercant, Captain Zimerman, Crest da Zoltral, Thora | 1976 Richard Paul Neto             |
| 7 Clark Darlton  | Invasão Espacial Eles são chamados Deformadores Individuais ("Artífices da individualidade") por detrás deste nome modesto surge o terror...                   | Perry Rhodan, Reginald Bull, Crest, Thora, Tako Kakuta, Homer G. Adams, Ernst Ellert, Allan D. Mercant, Samy Derring | 1976 Richard Paul Neto             |
| 8 Kurt Mahr      | Base em Vênus Eles aterrissam em Vênus e descobrem um segredo, que é mais antigo que a espécie humana                                                          | Perry Rhodan, Reginald Bull, Crest da Zoltral, Thora, Tako Kakuta, Anne Sloane, Michael Freyt, Conrad Deringhouse, Rod Nyssen | 1976 Richard Paul Neto             |
| 9 W. W. Shols    | Socorro para a terra Alarme na Base em Vênus! Os AIs atacam a Terra - começa o seu assustador reinado                                                          | Perry Rhodan, Reginald Bull, Crest da Zoltral, Thora, John Marshall, Homer G. Adams, Conrad Deringhouse | 1976 Richard Paul Neto             |
| 10 K. H. Scheer  | Batalha no setor Vega Os detectores estruturais anunciam o surgimento de uma grande frota - é o começo de uma guerra espacial                                  | Perry Rhodan, Reginald Bull, Crest da Zoltral, Thora, Betty Toufry, Tako Kakuta, John Marshall, Chaktor, Thort | 1976 Maria Madalena Würth Teixeira |
| 11 Kurt Mahr     | Mutantes em Ação A GOOD HOPE foi derrubada, como eles retornaram à Terra?                                                                                      | Perry Rhodan, Reginald Bull, Tako Kakuta, Betty Toufry, Ralf Marten, Wuriu Sengu, Kekéler, Chrekt-Orn, Trker-Hon | 1976 Maria Madalena Würth Teixeira |
| 12 Clark Darlton | O segredo do cofre do tempo O intervalo de tempo mantém um dos maiores segredos do Universo                                                                    | Perry Rhodan, Reginald Bull, Wuriu Sengu, André Noir, Ras Tschubai, Tako Kakuta, Lossoshér | 1976 Maria Madalena Würth Teixeira |
| 13 K. H. Scheer  | A fortaleza das seis luas Os topsidas consideram a fortaleza inviolável, o que eles não contavam era com os mutantes                                           | Perry Rhodan, Reginald Bull, Crest da Zoltral, Thora, John Marshall, André Noir, Ishy Matsu | 1976 Richard Paul Neto             |
| 14 Clark Darlton | Charada galática Perry Rhodan busca o planeta da Imortalidade - e descobre a trilha da mesma                                                                   | Perry Rhodan, Reginald Bull, Crest da Zoltral, Thora, John Marshall, Lossoshér, Ane Sloane | 1976 Maria Madalena Würth Teixeira |
| 15 Clark Darlton | Pista no Tempo e no Espaço Quem busca pela Imortalidade deve penetrar no passado                                                                               | Perry Rhodan, Reginald Bull, Crest da Zoltral, Thora, John Marshall, Ras Tschubai, Anne Sloane | 1976 Lilian Pessoa Ribeiro Dantas  |
| 16 Kurt Mahr     | Os espíritos de Gol Os Gols se tornam super poderosos, enquanto Perry Rhodan hesita!                                                                           | Perry Rhodan, Reginald Bull, Crest da Zoltral, Thora, Conrad Deringhouse, Wuriu Sengu, Tanaka Seiko | 1976 Richard Paul Neto             |
| 17 Kurt Mahr     | O planeta do sol moribundo Eles aterrissam no planeta do sol moribundo e descobrem - o ódio - Introduzido Gucky                                                | Perry Rhodan, Crest da Zoltral, Thora, Tanaka Seiko, Fellmer Lloyd | 1976 Richard Paul Neto             |
| 18 Clark Darlton | Os Rebeldes de Tuglan Ele parece inofensivo - mas transforma a enorme Stardust II numa bola de pebolim!                                                        | Perry Rhodan, Reginald Bull, John Marshall, Gucky, Karolan, Rathon, Alban | 1976 Maria Madalena Würth Teixeira |
| 19 K. H. Scheer  | O Imortal Todo o sistema solar está para cair, somente Perry Rhodan pode trazer o socorro!                                                                     | Perry Rhodan, Reginald Bull, Crest da Zoltral, Thora, Thort, Gucky, ES | 1976 Richard Paul Neto             |
| 20 Kurt Mahr     | Ameaça a Vênus Perry Rhodan perde quatro anos e meio - e um General alcança os segredos de Vênus...                                                            | Perry Rhodan, Reginald Bull, Crest da Zoltral, Conrad Deringhouse, Michael Freyt, Tako Kakuta | 1976 Richard Paul Neto             |
| 21 Kurt Mahr     | A guerra atômica que não houve Um Agente da Terceira Potencia intervém - e o mundo prende a respiração                                                         | Perry Rhodan, Oberst Freyt, Hauptmann Welinskij, Major Deringhouse, Fedor A. Strelnikow | 1976 Richard Paul Neto             |
| 22 Clark Darlton | A fuga de Thora Perry Rhodan persegue a volúvel - e fica prisioneiro em Vênus                                                                                  | Perry Rhodan, Reginald Bull, Thora, R-17, Adams, Son Okura, John Marshall, Sergeant Rabow, General Tomisenkow | 1976 A. F. Immergut                |
| 23 W. W. Shols   | Chave secreta X A natureza do planeta é mortal - humanos são apesar disso ainda mais mortais, assim é a vida aqui...                                           | Perry Rhodan, John Marshall, Son Okura, Reginald Bull, Thora, Tako Kakuta, General Tomisenkow, Oberst Raskujan | 1976 Richard Paul Neto             |
| 24 Kurt Mahr     | Na selva do mundo primitivo Eles atravessam o inferno - e venceram a um mundo inteiro...                                                                       | Perry Rhodan, John Marshall, Son Okura, General Tomisenkow, Oberst Raskujan, Thora, Reginald Bull, Tako Kakuta, Alicharin | 1976 Richard Paul Neto             |
| 25 Kurt Mahr     | O supercrânio Seu poder é ilimitado - ele submete cada cérebro ao seu domínio                                                                                  | Perry Rhodan, Oberst Freyt, Reginald Bull, Clifford Monterny, Ellmer Bradley, Homer G. Adams, Mr. Raleigh, Tako Kakuta, Captain Farina                                                                                                | 1976 Richard Paul Neto             |
| 26 Clark Darlton | Duelo de Mutantes O Super Crânio (cérebro) deixa a máscara cair - ele quer dominar o mundo                                                                     | Perry Rhodan, Reginald Bull, Clifford Monterny, Julian Tifflor, Klaus Eberhardt, Tatjana Michalowna, André Noir, John Marshall, Betty Toufry                                                                                          | 1976 Richard Paul Neto             |
| 27 Clark Darlton | O Domínio do Hipno Ele não tem misericórdia... A humanos como a definitiva arma de destruição                                                                  | Perry Rhodan, Reginald Bull, Major Deringhouse, Clifford Monterny, Iwan Iwanowitsch Goratschin, Betty Toufry, Gucky, Leutnant Bings, Sergeant Adolf                                                                                   | 1976 Richard Paul Neto             |
| 28 K. H. Scheer  | Cilada Cósmica O cadete Tifflor a caminho de uma missão secreta - tão secreta que nem mesmo ele sabe sobre ela...                                              | Perry Rhodan, Julian Tifflor, First Sergeant Rous, Major Deringhouse, Humpry Hifield, Klaus Eberhardt, Mildred Orsons | 1976 Richard Paul Neto             |
| 29 Kurt Mahr     | A Frota dos Saltadores Há 8000 anos ele possui o tratado de monopólio galáctico - porque ele destruiu os seus competidores                                     | Perry Rhodan, Julian Tifflor, Humpry Hifield, Klaus Eberhardt, Mildred Orsons, Felicita Kergonen, Orlgans | 1976 Richard Paul Neto             |
| 30 Kurt Mahr     | Perigo no planeta gelado O cadete da Academia estelar em uma empreitada perigosa em um mundo estranho e contra um poderoso inimigo                             | Perry Rhodan, Reginald Bull, Julian Tifflor, Humpry Hifield, Klaus Eberhardt, Gucky, Orlgans, Etztak, RB-013 | 1976 Richard Paul Neto             |
| 31 W. W. Shols   | O Imperador de Nova Iorque A cidade de Terrania passa por uma fase de extrema incerteza - Os Robôs se revoltam!                                                | Perry Rhodan, Reginald Bull, Oberst Freyt, Iwan I. Goratschin, Tako Kakuta | 1976 Richard Paul Neto             |
| 32 Clark Darlton | Voo para o infinito Eles estão condenados ao isolamento - em um mundo sem estrelas                                                                             | Perry Rhodan, Reginald Bull, Topthor, Grogham, ES, Kadett Redkens, Laar, Regoon, Gorat | 1976 Richard Paul Neto             |
| 33 Clark Darlton | Mundo de gelo em chamas Os Saltadores não tem piedade - eles condenam um mundo inteiro à morte                                                                 | Perry Rhodan, Reginald Bull, Julian Tifflor, Klaus Eberhardt, Topthor, Etztak, Orlgans | 1976 Richard Paul Neto             |
| 34 Kurt Brand    | Levtan, o traidor Um Springer (Saltador) aterrissa em Terrania e torna-se o personagem principal de um grande blefe                                            | Perry Rhodan, Reginald Bull, Levtan, John Marshall, Tako Kakuta, Kitai Ishibashi, Tama Yokida | 1976 Richard Paul Neto             |
| 35 Kurt Mahr     | O planeta dos deuses A vida no planeta Goszuls torna-se perigosa para os deuses - Os mutantes de Perry Rhodan entram em ação                                   | John Marshall, Tako Kakuta, Kitai Ishibashi, Tama Yokida, Gucky, Vethussar, Honbled | 1976 Richard Paul Neto             |
| 36 Clark Darlton | O flagelo do esquecimento Eles temem o esquecimento total - e dão ao mundo colonial a liberdade                                                                | Perry Rhodan, John Marshall, Tako Kakuta, Gucky, Kitai Ishibashi, Tama Yokida, Enzally | 1976 S. Pereira Magalhães          |
| 37 Clark Darlton | O planeta louco O pequeno Gucky tem seu grande momento - e o Sargento Harnahan faz uma grande descoberta...                                                    | Perry Rhodan, Reginald Bull, John Marshall, Tako Kakuta, Gucky, Kitai Ishibashi, Tama Yokida | 1976 Richard Paul Neto             |
| 38 Kurt Mahr     | Avanço para Arcon Eles esperam ser recebidos como amigos - e são tratados como mendigos                                                                        | Perry Rhodan, Reginald Bull, Crest, Thora, Tako Kakuta, Novaal, Sergh | 1976 Richard Paul Neto             |
| 39 K. H. Scheer  | O mundo dos três planetas O regente de Arcon - e apenas um boneco do gigantesco cérebro positrônico                                                            | Perry Rhodan, Reginald Bull, Thora, Crest, John Marshall, Orcast XXI., Kenos, Gucky | 1976 Richard Paul Neto             |
| 40 Clark Darlton | Luta contra o desconhecido A "Titan" é a maior espaçonave de combate do universo - e apesar disso ela deve se esconder dos seus perseguidores...               | Perry Rhodan, Reginald Bull, Crest, Thora, Ras Tschubai, Tako Kakuta, Hemor, Demesor, John Marshall | 1976 Richard Paul Neto             |
| 41 Clark Darlton | O Aliado do gigante Um mundo sob o domínio de telepatas - e apenas a tropa de mutantes pode quebrar seu controle mental!                                       | Perry Rhodan, Reginald Bull, John Marshall, Wuriu Sengu, Gucky, Kitai Ishibashi, Demesor | 1976 S. Pereira Magalhães          |
| 42 Kurt Brand    | S.O.S.: Espaçonave TITAN Honur é uma sepultura de espaçonaves - quem aterrissa no Planeta esta condenado!                                                      | Perry Rhodan, Reginald Bull, Thora, Crest da Zoltral, Gucky, Wuriu Sengu, Oberst Freyt | 1976 S. Pereira Magalhães          |
| 43 Kurt Mahr     | Cuidado com os microrobôs Quando a patrulha de combate aterrissa, apenas três homens não contraem a peste de Nonus!                                            | Perry Rhodan, Julian Tifflor, Dr. Hayward, Major Chaney, O'Keefe, Halligen | 1977 Richard Paul Neto             |
| 44 K. H. Scheer  | O Homem e o monstro A Natureza Retorta ataca - e o mistério dos Mooffs tem solução                                                                             | Perry Rhodan, Gucky, Admiral Vetron, Major Chaney, Dr. Orson Certch, Trorth | 1977 Richard Paul Neto             |
| 45 Clark Darlton | Aralon, o centro de epidemias As frotas da batalha estão prontas - não obstante os médicos galácticos são profissionais e não lutam com armas convencionais... | Perry Rhodan, Julian Tifflor, Wuriu Sengu, Thora, Gucky, Themos, Talamon | 1977 Richard Paul Neto             |
| 46 Kurt Brand    | Projeto Aço Arcônida Salvação ou destruição da terra - os DADOS DA MEMÓRIA de um computador positrônico de bordo transformam-se no fator crucial               | Perry Rhodan, Reginald Bull, Gegul, Keklos, Talamon | 1977 Richard Paul Neto             |
| 47 Kurt Mahr     | Gom não responde O Gom está em toda parte! - corrida com a morte na zona crepuscular do planeta infernal                                                       | Reginald Bull, John Marshall, Iwan I. Goratschin, Betty Toufry, Tako Kakuta, Ras Tschubai, Wuriu Sengu, Kitai Ishibashi | 1977 S. Pereira Magalhães          |
| 48 Clark Darlton | O olho vermelho do sistema Beta Um velho inimigo quase esquecido emerge do passado - e Gucky gostaria de ver o voo de Echsen                                   | Perry Rhodan, Gucky, John Marshall, Al-Khor, Major Deringhouse, Major McClears | 1977 S. Pereira Magalhães          |
| 49 Clark Darlton | A morte da Terra O fim de uma época - os despistadores fazem a Terra cair no mar de esquecimento                                                               | Perry Rhodan, Conrad Deringhouse, Gucky, Al-Khor, Ber-Ka, Cekztel | 1977 S. Pereira Magalhães          |